# Championica niepelti
Championica niepelti är en insektsart som beskrevs av Max Beier 1954. Championica niepelti ingår i släktet Championica och familjen vårtbitare. Inga underarter finns listade i Catalogue of Life.